# منظومه اینترنت ماهواره‌ای
منظومه اینترنت ماهواره‌ای یا صورت فلکی اینترنت ماهواره‌ای، مجموعه ای از ماهواره‌های مصنوعی است که خدمات اینترنت ماهواره ای را ارائه می‌دهد. به‌طور خاص، این اصطلاح به نسل جدیدی از صورت‌های فلکی بسیار بزرگ (که گاهی اوقات به عنوان ابرصورت فلکی نامیده می‌شود) اشاره می‌کند که در مدار پایین زمین (لئو) برای ارائه سرویس اینترنت با تأخیر کم و پهنای باند بالا (باند پهن) می‌چرخند.
از سال ۲۰۲۰، ۶۳ درصد از خانوارهای روستایی در سراسر جهان به دلیل نیازهای زیرساختی کابل‌های زیرزمینی و دکل‌های شبکه، به اینترنت دسترسی ندارند. صور فلکی اینترنت ماهواره ای راه‌حلی کم هزینه برای گسترش پوشش ارائه می‌دهد.

## تاریخ
در حالی که سال‌ها خدمات اینترنت ماهواره‌ای محدودتر از طریق ماهواره‌های مخابراتی در مدار زمین ثابت در دسترس بوده است، این خدمات دارای پهنای باند کاملاً محدود (نه پهنای باند)، تأخیر بالا بوده و با قیمت نسبتاً بالایی ارائه شده‌اند که تقاضا برای خدمات ارائه شده است. بسیار کم بوده است
در دهه ۱۹۹۰، چندین صورت فلکی اینترنت ماهواره ای LEO پیشنهاد و توسعه یافتند، از جمله سلستری (۶۳ ماهواره) و تلدسیک (در ابتدا ۸۴۰ و بعداً ۲۸۸ ماهواره). این پروژه‌ها پس از ورشکستگی صورت فلکی تلفن ماهواره ای ایریدیوم و گلوبال استار در اوایل دهه ۰۰ رها شدند.
در دهه ۲۰۱۰، به دلیل کاهش هزینه پرتاب به فضا و افزایش تقاضا برای دسترسی به اینترنت پهن باند، علاقه به صورت فلکی اینترنت ماهواره ای دوباره ظهور کرد. صورت‌های فلکی ماهواره‌ای اینترنتی توسط شرکت‌های خصوصی مانند OneWeb (صورت فلکی وان وب)، اسپیس‌ایکس (استارلینک)، آمازون (پروژه کویپر)، سامسونگ و روسکوسموس روسیه (Sfera) برنامه‌ریزی شده‌اند) و چین (هنگوان، ۲۰۱۸، یا پروژه ملی اینترنت ماهواره ای، 2021). تا اواخر سال ۲۰۱۸، بیش از ۱۸۰۰۰ ماهواره جدید برای پرتاب و قرار گرفتن در مدارهای LEO بین سال‌های ۲۰۱۹ تا ۲۰۲۵ پیشنهاد شده بود. این تعداد بیش از ده برابر تعداد ماهواره‌های موجود در فضا تا مارس ۲۰۱۸ است. پیشنهادهای جدیدتر تا سال ۲۰۲۰ می‌تواند این تعداد را به بیش از ۱۰۰۰۰۰ برساند.
یک سال پس از شروع ساخت اولین صورت فلکی اینترنت ماهواره ای - استارلینک که در اواخر سال ۲۰۱۹ راه اندازی شد و آزمایش بتا شبکه را در اواخر سال ۲۰۲۰ آغاز کرد. وان وب استقرار ماهواره را در 1H2020 آغاز کرد—اختلاف رقابتی در مدل‌های تجاری شرکت‌های ماهواره‌ای بهتر درک شد. در اوایل سال ۲۰۲۱، سه اپراتور ماهواره‌ای اروپایی SES، یوتلست و هیسپاسات - که تا آن زمان از توسعه و ایجاد مجموعه اینترنت ماهواره‌ای پهن باند با سرمایه‌های خصوصی اجتناب می‌کردند - به کمیسیون اروپا اطلاع دادند که مایل به سرمایه‌گذاری در توسعه چنین پروژه ای اگر اتحادیه اروپا بودجه‌های دولتی را نیز در این تلاش سرمایه‌گذاری کند. هر سه شرکت قبلاً بر ارائه خدمات ارتباطی از مدارهای GEO و MEO متمرکز بودند، در حالی که ارائه دهندگان اینترنت ماهواره ای جدیدتر صورت فلکی خود را منحصراً در لئو ارائه می‌کردند.
در سال ۲۰۱۸، دولت روسیه برنامه صورت فلکی کره را ایجاد کرد که متشکل از ۱۶۲ ماهواره است که اتصال اینترنت پهن باند، رله پیام، پخش ویدئو و خدمات سنجش از راه دور را ارائه می‌کند. در اکتبر ۲۰۲۲، یک ماهواره نمایشگر به نام فناوری Skif-D به فضا پرتاب شد.

## طرح
سیستم‌های پیشنهادی از نظر تعداد ماهواره‌ها، انواع مدارها و معماری مخابراتی (به ویژه وجود یا عدم وجود پیوندهای بین ماهواره‌ای) بسیار متفاوت است. طرح‌های سیستم با استفاده از روش‌های آماری و شبیه‌سازی برای برآورد توان عملیاتی کل تجزیه و تحلیل شده‌اند. به ویژه ماهیت پویای شبکه چالش‌برانگیز است، زیرا ماهواره‌های LEO معمولاً در کمتر از ۱۰ دقیقه از یک مکان معین عبور می‌کنند.

## پتانسیل
برای فواصل قاره ای (بیشتر از حدود ۳۰۰۰ کیلومتر)، انتظار می‌رود شبکه‌های اینترنتی ماهواره ای LEO بتوانند تأخیر کمتری نسبت به پیوندهای فیبر نوری ارائه دهند. انتظار می‌رود این حتی بدون پیوندهای بین ماهواره ای، تنها با استفاده از رله‌های ایستگاه زمینی، برقرار باشد. گفته می‌شود که شبکه‌های جدید می‌توانند «به‌طور بالقوه با ISPهای امروزی در بسیاری از تنظیمات رقابت کنند».

### مسائل و انتقادات
منتقدان نسبت به افزایش آلودگی نوری برای ستاره‌شناسی، افزایش احتمال برخورد ماهواره‌ها که منجر به زباله‌های فضایی می‌شود و به‌طور کلی تر، عدم پاکسازی پایان عمر برای تعداد فزاینده ماهواره‌هایی که به زباله‌های فضایی تبدیل می‌شوند اعتراض کرده‌اند.
ستاره شناسان اثرات بالقوه افزایش استفاده از ماهواره در مدار پایین زمین را بر روی تلسکوپ بسیار بزرگی که از نوردهی تصویربرداری فوق عریض استفاده می‌کند، مانند تلسکوپ ۸٫۴ متری Simonyi Survey مورد استفاده در پروژه Legacy Survey of Space and Time مورد مطالعه قرار داده‌اند. رصدخانه Vera C. Rubin آنها دریافتند که ۳۰ تا ۴۰ درصد از قرار گرفتن در معرض در اولین و آخرین ساعات شب در معرض خطر قرار می‌گیرند. یک مطالعه نشان داد که مشاهدات گرگ و میش به‌ویژه تحت‌تاثیر SC قرار می‌گیرند و کسر تصاویر رگه‌دار گرفته‌شده در هنگام گرگ و میش به دلیل ماهواره‌های SpaceX Starlink از کمتر از ۰٫۵ درصد در اواخر سال ۲۰۱۹ به ۱۸ درصد در اوت ۲۰۲۱ افزایش یافته است. اخترشناسان همچنین نگرانی خود را در مورد تأثیر صور فلکی اینترنت ماهواره ای بر نجوم رادیویی ابراز کرده‌اند.
تحقیقات بیشتری برای تعیین تأثیر (از جمله) آلودگی نوری بر مکان‌ها، جوامع، مردمان بومی و سایر اشکال مشاهده مورد نیاز است.
گزارشی از کارگاه SATCON1 در سال ۲۰۲۰ به این نتیجه رسید که اثرات صورت‌های فلکی ماهواره‌ای بزرگ می‌تواند به شدت بر برخی تلاش‌های تحقیقاتی نجومی تأثیر بگذارد و شش راه برای کاهش آسیب‌های نجومی را فهرست می‌کند. در سال ۲۰۲۲، IAU مرکز حفاظت از آسمان تاریک و آرام در برابر تداخل صورت فلکی ماهواره را برای هماهنگ‌کردن یا جمع‌آوری اقدامات برای کاهش چنین اثرات مضری اعلام کرد. AAS در حال حفظ یک سند زنده است که پیشرفت اخیر در این زمینه را دنبال می‌کند.

### حاکمیت فضایی

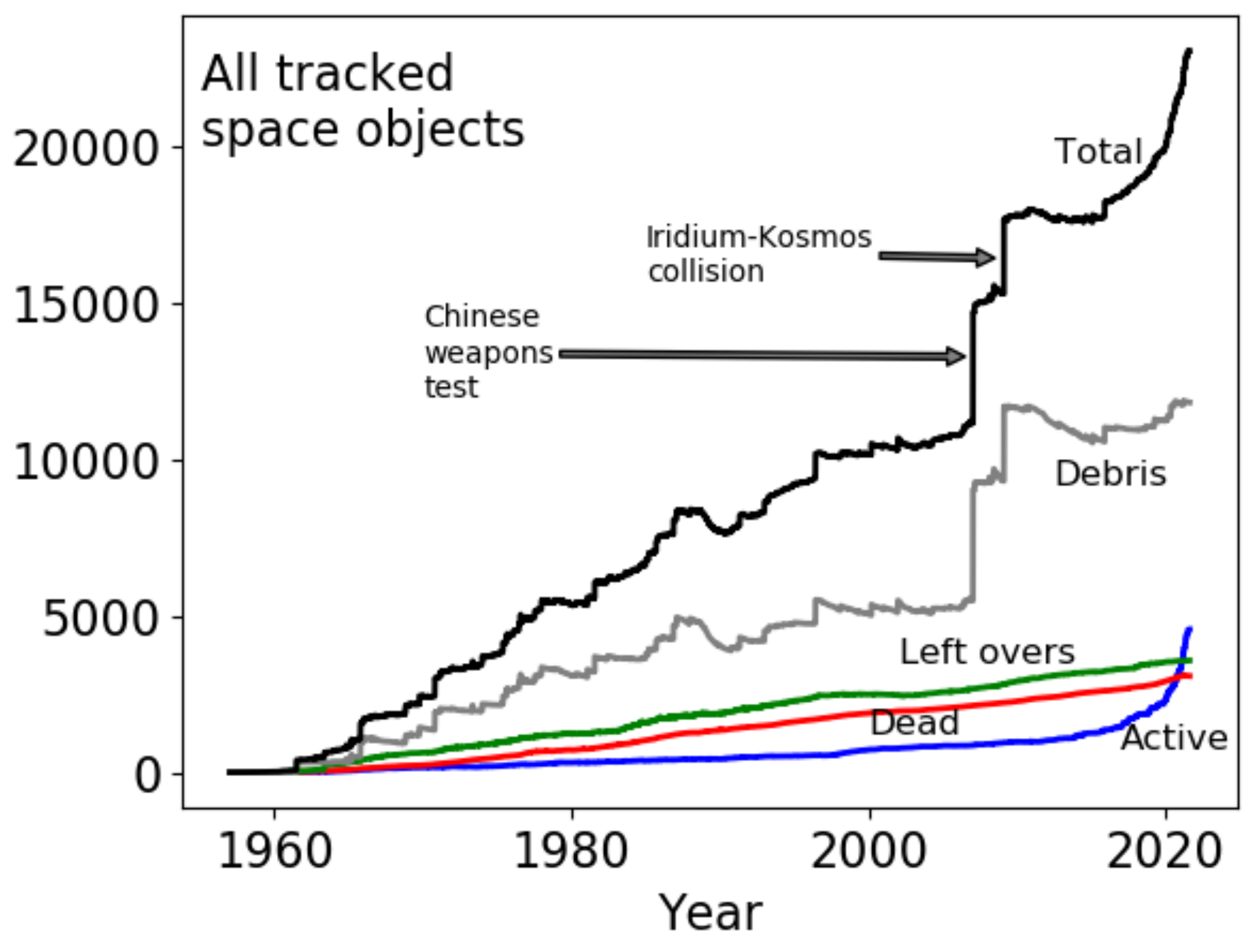
رشد همه اجرام ردیابی شده در فضا در طول زمان نشان دهنده افزایش اخیر ماهواره‌های فعال است

دستورالعمل‌های سازمان ملل متحد و استاندارد ISO 24113 در مورد کاهش زباله‌های فضایی، سازمان‌ها را تشویق می‌کند تا داوطلبانه:
- زباله‌های آزاد شده در طول عملیات عادی را محدود کنید
- پتانسیل شکست در مدار را به حداقل برسانید
- دفع پس از مأموریت
- جلوگیری از برخورد در مدار

یک مطالعه نشان می‌دهد که سیاست‌ها می‌توانند به دستیابی به هدف کاهش زباله و پایداری فضا کمک کنند. گروهی از دانشمندان منطقی را برای حکمرانی بیان کردند که برون سازی رایگان فعلی هزینه‌ها و خطرات واقعی را تنظیم می‌کند، فضای مداری اطراف زمین را به عنوان یک «اکوسیستم اضافی» یا «بخشی از محیط زیست انسانی» مشترک که باید در معرض همان نگرانی‌ها باشد، در نظر می‌گیرند. و مقرراتی مانند اقیانوس‌های روی زمین. این مطالعه نتیجه می‌گیرد که به «سیاست‌ها، قوانین و مقررات جدید در سطح ملی و بین‌المللی» نیاز دارد.
از سال ۲۰۲۲، فعالیت فضایی جهانی به اندازه کافی توسط هیچ نهاد بین‌المللی شکل نگرفته است، و بنابراین «هیچ مجموعه قوانین مشترکی وجود ندارد که بر فعالیت فضایی جهانی حاکم باشد و هیچ مکانیسمی برای اطمینان از دفع صحیح سخت‌افزار در پایان ماموریت‌های فضایی وجود ندارد. هر گونه تلاش هماهنگی برای پاکسازی زباله‌های فضایی چند دهه انباشته شده در مدار وجود دارد.»

## صورت‌های فلکی

### عملیاتی
- گلوبال استار - مجموعه ای عملیاتی از ۲۴ ماهواره در مدار پایین زمین (LEO) برای تلفن‌های ماهواره ای و ارتباطات داده با سرعت پایین، که بیشتر خشکی‌های جهان را پوشش می‌دهد. پرتاب نسل دوم صورت فلکی در ۶ فوریه ۲۰۱۳ به پایان رسید
- ایریدیوم - صورت فلکی عملیاتی متشکل از ۶۶ ماهواره متصل متقابل در مدار قطبی که برای ارائه خدمات تلفن ماهواره‌ای و داده‌های پرسرعت در کل سطح زمین استفاده می‌شود. Iridium NEXT، صورت فلکی نسل دوم از ماهواره‌های ارتباطی، در ۱۱ ژانویه ۲۰۱۹ تکمیل شد.
- اورب‌کام - یک صورت فلکی عملیاتی که برای ارائه خدمات نظارت بر دارایی و پیام رسانی جهانی از مجموعه ۲۹ ماهواره ارتباطی LEO خود در مدار ۷۷۵ کیلومتری استفاده می‌شود.
- استارلینک - پروژه توسعه صورت فلکی ماهواره ای برای ارائه اینترنت پرسرعت توسط SpaceX برای استقرار نزدیک به ۱۲۰۰۰ ماهواره در پوسته‌های مداری متعدد تا اواسط دهه 2020[۱]
- Lynk Global - مجموعه ماهواره‌ای ماهواره‌ای به تلفن همراه با هدف پوشش دستگاه‌های تلفن همراه کم‌هزینه سنتی
- ویاست - یک ارائه دهنده ماهواره ای پهن باند فعلی که آنتن‌های ثابت، زمینی و هوابرد را ارائه می‌دهد.
- صورت فلکی وان‌وب - شبکه ۶۴۸ ماهواره ای برای تکمیل تا اواخر سال ۲۰۲۲ برنامه‌ریزی شده است
- پروژه کویپر - صورت فلکی آمازون از ۳۲۳۶ ماهواره تشکیل شده است که در سه پوسته مداری کار می‌کنند.
- O3b mPOWER - تحت سرویسی که در سال ۲۰۲۴ راه اندازی شد، اکثر نقاط جهان را پوشش می‌دهد. ماهواره‌ها توسط بوئینگ ساخته شده‌اند.
- صورت فلکی دولتی چین (Chinasat) - یک صورت فلکی اینترنتی ماهواره ای عملیاتی که متعلق به دولت چین است.[۳۸][۳۹]
- Sfera - پروژه صورت فلکی ماهواره ای فدراسیون روسیه، با برنامه‌هایی برای حداکثر ۶۴۰ ماهواره.

### برنامه‌ریزی شده
- AST SpaceMobile - مجموعه برنامه‌ریزی‌شده ماهواره‌ای به تلفن همراه برای ارائه خدمات 5G در سراسر جهان به تلفن‌های همراه بدون تغییر موجود
- زیرساخت انعطاف‌پذیری، اتصالات متقابل و امنیت توسط ماهواره (IRIS²) - صورت فلکی اینترنت ماهواره‌ای چند مداری برنامه‌ریزی شده توسط اتحادیه اروپا تا سال ۲۰۲۷ مستقر می‌شود.[۴۰]

### از بین رفته
- Teledesic - سرمایه‌گذاری سابق (دهه ۱۹۹۰) برای انجام خدمات اینترنت ماهواره ای پهن باند[۱]